# Monte Batu
O monte Batu é uma montanha da Etiópia, nas Montanhas Bale, sendo o segundo ponto mas alto da cordilheira. Tem 4307 m de altitude, o que faz dela uma das mais altas do país e do continente africano. Tem dois picos, o Tinnish Batu ("Pequeno Batu"), que na realidade é mais alto que o Tilliq Batu ("Grande Batu") a sul. A razão para este paradoxo foi explicada por Paul Henze, que indica que ao serem vistos, "o pico atrás do Tinnish Batu parece ser mais alto."
Fica 200 km a sul de Adis Abeba. Está integrado no Parque Nacional das Montanhas Bale